# 鈴木孫一

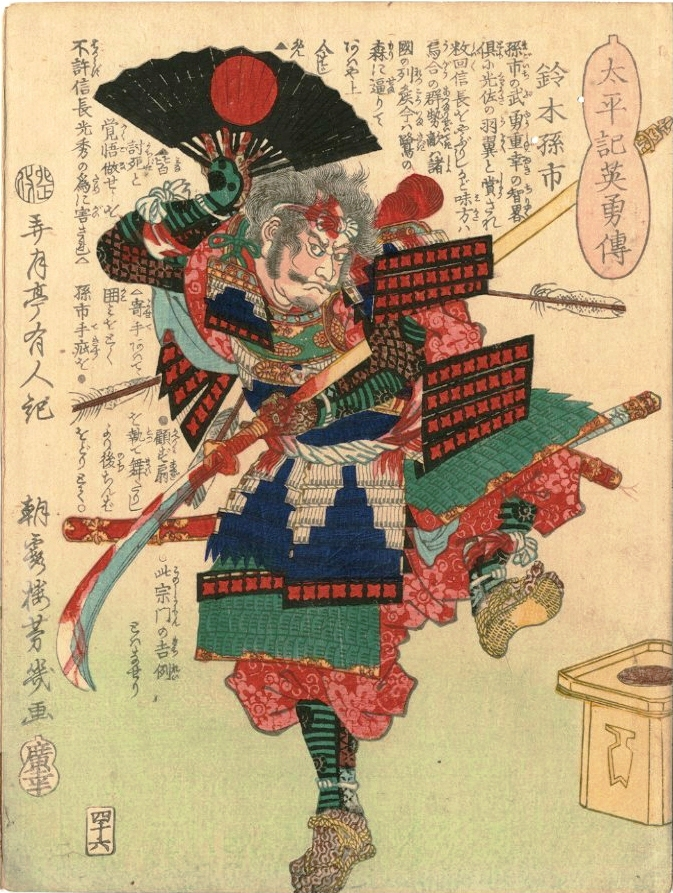
『太平記英勇傳　鈴木孫市』
（落合芳幾）画

鈴木 孫一（すずき まごいち）は、戦国時代から安土桃山時代にかけての武将・鈴木重秀が名乗った名前で、他にも複数の人物がこの名を称したといわれる。他者により孫市と書かれることがあり、近世には雑賀 孫市（さいか まごいち）や平井 孫市（ひらい まごいち）とも呼ばれた。

## 孫一を称した人物
神坂次郎は、鈴木孫市（孫一）を名乗った人物として鈴木佐大夫・鈴木重秀・鈴木義兼の3人を挙げ、水戸藩に仕えた鈴木重朝を重秀と同一人物としている。『和歌山市史』は、石山合戦で活躍する鈴木孫一について近世に様々な名で記録されていることに触れ、いずれも鈴木重秀に同定できるため、複数の人物を想定する必要はないとしている。
以下、文献に鈴木孫一（孫市）として現れる人物や、孫一（孫市）を称したとされる人物を挙げる。
1. 鈴木重秀
石山合戦で本願寺に味方し「大坂の左右の大将」と呼ばれた「鈴木孫一」は鈴木重秀である[5]。永禄5年（1562年）の湯河直春起請文の宛先となる雑賀衆36人の中に「鈴木孫一殿」とあるのが確実な史料における初見で[6]、これ以降、自署及び他者からの書状の宛所として「鈴木孫一」の名が見られる[7]。また「鈴木孫一重秀」という自署があることから実名が判明する[8]。同時代史料には「さいかの孫一」とも書かれる（『言継卿記』）[9]。
2. 鈴木重意
『畠山記（畠山家譜）』に「鈴木孫市重意」という人物の名があり[10]、鈴木重秀の父とされることがある[11]（重秀本人であるとも[2]）。ただし『畠山記』に重意を重秀の父と思わせる記述はなく、また『畠山記』自体、江戸時代中頃に作られた軍談調の文献で、信憑性に乏しい[12]。
神坂次郎は『紀伊続風土記』などに登場する「孫市」の父・鈴木佐大夫を『畠山記』の鈴木孫市重意と同一人物とし、孫市を名乗った人物の一人に挙げている[13]。
3. 鈴木義兼（平井義兼）
「雑賀住平井孫市郎藤原義兼」や「平井住鈴木孫市郎義兼」と刻まれた墓碑が残る人物[14][15]。重秀の兄弟と推測され[16]、重秀の雑賀出奔後、孫一に類似するこの名を名乗り鈴木氏を統率したとも考えられる[17]。しかし、本姓が藤原とされていることなどから、穂積姓の重秀らとは同族ではないとの見方もある[15]。
4. 鈴木孫一郎某
天正17年（1589年）11月作成の小田原陣陣立書に「鈴木孫一郎」の名があり、豊臣家の鉄砲頭を務めていた[18]。「すヽ木孫一」と記す陣立書もある[18]。この孫一郎については重秀の子との推測がある[19]。
5. 鈴木重朝
仮名は孫三郎[20]。関ヶ原の戦いで西軍に付き、戦後水戸藩に仕官した[21]。家譜では「雑賀孫市」に改名したとされるが、確証はない[22]。重秀との関係は不明で[23]、同一人物とされることもある[24][25]。

鈴木重朝の子の鈴木重次は、当初は「鈴木孫三郎」を名乗っていたが後に「雑賀孫市」に改名している。以後、水戸藩士の雑賀氏は代々雑賀孫市（または孫一郎）を称した。

## 墓所
和歌山県和歌山市平井の蓮乗寺に孫市の墓とされるものがあるが、これは前述の鈴木重兼の墓である。法名は「釈法誓」。死没日を表すものか、墓碑には「天正17年（1589年）5月2日」とある。
また、三重県熊野市の正覚寺にも孫一の墓とされるものがある。こちらの法名は「釈広徳」。

## 孫一を題材とした作品
小説
- 尻啖え孫市（司馬遼太郎）
- 雑賀六字の城（津本陽）

映画
- 尻啖え孫市（1969年、大映）